# Marie Laberge
Marie Laberge   (Ciutat de Quebec, 29 de novembre de 1950) és una dramaturga, novel·lista, actriu i directora de cinema quebequesa. En el món francòfon, és sobretot coneguda per al seu treball de dramaturga, mentre que, al Canadà, és coneguda per a la seva obra literària.

## Biografia
Marie Laberge va néixer a Quebec, Canadà. Estudia als Jesuïtes, després s'inicia en el ball amb Ludmilla Chiriaeff. Després d'estudis en periodisme, que abandona el 1970, es dedica a activitats teatrals, i entra al Conservatori d'art dramàtic de Quebec, en què es diplomarà. Interpreta diferents obres de teatre al Quebec, abans de dedicar-se a l'escenificació i a l'ensenyament d'art dramàtic.
Com a dramaturga, moltes de les seves obres han estat traduïdes i aclamades arreu del món. Entre les més notables, destacar:
- L'Homme gris (1984), presentada prop de 300 vegades a París i a Brussel·les, així com a Alemanya, Itàlia, Països Baixos i Portugal, en les llengües respectives d'aquests estats.[2][3]
- Oublier (Premi a la millor producció teatral de Brussel·les 1987-1988). L'obra Oblidar, amb traducció catalana de Joan Casas es va presentar el 2001 al Teatre Artenbrut dins el marc del Festival Grec[4][5] i també al Teatre Auditori del Mercat Vell de Ripollet el febrer del 2002, ambdós amb muntatge dirigit per Lourdes Barba. L'obra planteja la discussió entre tres germanes sobre la necessitat d'internar en un hospital psiquiàtric a l'altra germana, que té amnèsia a causa d'un accident o internar a la mare, que pateix d'Alzheimer.[6]
- Aurélie, ma sœur (1988) (produïda el 1994 al Gate Théâtre de Londres),
- Le Faucon, presentada el 1996 al Festival des Francophonies en Limousin a Llemotges.
- Le night cap bar (1997)
- Charlotte, ma sœur(2005)

És també guionista, ha administrat el Teatre del Trident (1977 a 1980), així com el Centre d'estudis d'art dramàtic (1978 a 1981), del qual ha estat la presidenta de 1987 a 1989.
Marie Laberge ha escrit cinc novel·les abans de redactar la trilogia titulada Le Goût du bonheur (Gabrielle, Adélaïde i Florent), de la qual ha venut més d'un milió d'exemplars.
El maig i juny del 1995, va redactar el preàmbul de la Declaració d'Independència del Quebec en col·laboració amb Gilles Vigneault, Fernand Dumont i Jean-François Lisée, entre d'altres.
El 2006, escriu una cançó per a Céline Dion titulada Le temps qui compte, musicada per Jacques Veneruso. Aquesta cançó ha aparegut en l'últim àlbum de la cantant: D'Elles, sortit el 21 de maig del 2007.
Des de 2009, Marie Laberge publica una novel·la epistolar -Les letres de Martha-, una correspondència que manté personalment amb les seves lectores i lectors.
Preocupada per la degradació del francès, l'excessiu protagonisme del periodisme d'opinió i l'analfabetisme creixent, Marie Laberge projecta una mirada pessimista al Quebec actual.
El 30 de novembre del 2020, tot i la cancel·lació de fires del llibre i altres esdeveniments literaris, Marie Laberge va celebrar oficialment a través de Facebook els seus 45 anys de carrera i els 20 anys de Gabrielle, el primer volum de la popular saga Le Goût du bonheur. Marie Laberge va compartir diversos arxius personals i íntims durant el seu directe, volent mostrar com s'havien concretat les pàgines del llibre, com darrere d'aquesta història, "hi ha algú que treballava sobre una taula, davant del mar, amb totes aquestes petites llàgrimes interiors que acompanyen l'acte d'escriure”, va apuntar.

## Premis
- 1981: Prix du Gouverneur général 1981, C'était avant la guerre à l'Anse-à-Gilles
- 1982: Prix du Gouverneur général 1982, Avec l'hiver qui s'en vient (nominació)
- 1987: Prix du Gouverneur général 1987, Oublier (nominació)
- 1988: Cavaller de l'ordre des Arts et des Lettres
- 1989: Medalla Raymond-Blais
- 1992: Prix du Gouverneur général 1992, Pierre ou la consolation (nominació)
- 1993: Grand Prix des lectrices d'Elle Québec, Quelques adieux
- 1996: Oficial de l'orde del Canadà
- 1997: Prix Ludger-Duvernay, L'Homme gris
- 1997: Prix du grand public du Salon du livre de Montréal - La Presse, Annabelle
- 1997: Prix des libraires du Québec, Annabelle
- 1999: Prix des libraires du Québec, La cérémonie des anges
- 2000: Membre de l'Académie des Grands Québécois
- 2001: Prix du grand public du Salon du livre de Montréal - La Presse, Le goût du bonheur
- 2002: Prix du grand public du Salon du livre de Montréal - La Presse, Florent
- 2002: Grand Prix littéraire Archambault
- 2002: Cavaller de l'ordre de la Pléiade
- 2004: Cavaller de l'Ordre national du Québec
- 2004: Oficial de l'ordre des Arts et des Lettres

## Obres

### Teatre
- Avec l'hiver qui s'en vient (1980)
- Le Banc (1983)
- Deux tangos pour toute une vie (1984)
- L'Homme gris (1986)
- Oublier (1987)
- Aurélie, ma sœur (1988)
- Le Faucon (1991)
- Aurélie, ma sœur (1992)
- Pierre ou la Consolation (1992)
- Jocelyne Trudelle trouvée morte dans ses larmes (1992)
- C'était avant la guerre à l'Anse-à-Gilles (1995)
- Le night cap bar (1997)
- Charlotte, ma sœur (2005)

### Novel·les
- Juillet (1989)
- Quelques adieux (1992)
- Le Poids des ombres (1994)
- Annabelle (1996)
- La Cérémonie des anges (1999)
- Le Goût du bonheur: Gabrielle (2000)
- Le Goût du bonheur: Adélaïde (2001)
- Le Goût du bonheur: Florent (2001)
- Sans rien ni personne (2007)
- Des nouvelles de Martha (2009)(2010)(2011)

### Cinema
- Les Heures précieuses (1989)[10]